# František Hoholko
František Hoholko (1. května 1947, Vranov nad Topľou, Československo - 9. února 2005, Čaňa, Slovensko) byl slovenský fotbalista, útočník, záložník a obránce, reprezentant Československa. Po skončení aktivní kariéry působil jako trenér.

## Fotbalová kariéra
Za československou reprezentaci odehrál roku 1970 jedno utkání, jednou startoval i v olympijském výběru. V československé lize nastoupil ve 228 utkáních a vstřelil 44 branek. Hrál za VSS Košice (1965-1971 a 1973-1979). V nižších soutěžích hrál během vojny za Duklu Banská Bystrica a TJ Družstevník Čaňa.

## Ligová bilance
| Ročník                                      | Zápasy | Góly | Klub                  |
| ------------------------------------------- | ------ | ---- | --------------------- |
| 1. československá fotbalová liga 1965/66    | 2      | 0    | VSS Košice            |
| 1. československá fotbalová liga 1966/67    | 16     | 3    | VSS Košice            |
| 1. československá fotbalová liga 1967/68    | 14     | 0    | VSS Košice            |
| 1. československá fotbalová liga 1968/69    | 20     | 0    | VSS Košice            |
| 1. československá fotbalová liga 1969/70    | 28     | 2    | VSS Košice            |
| 1. československá fotbalová liga 1970/71    | 28     | 13   | VSS Košice            |
| 2. československá fotbalová liga 1971/72    | -      | -    | Dukla Banská Bystrica |
| 2. československá fotbalová liga 1972/73    | -      | -    | Dukla Banská Bystrica |
| 1. československá fotbalová liga 1973/74    | 14     | 2    | VSS Košice            |
| 1. československá fotbalová liga 1974/75    | 26     | 2    | VSS Košice            |
| 1. československá fotbalová liga 1975/76    | 30     | 10   | VSS Košice            |
| 1. československá fotbalová liga 1976/77    | 24     | 7    | VSS Košice            |
| 1. slovenská národní fotbalová liga 1977/78 | -      | -    | VSS Košice            |
| 1. československá fotbalová liga 1978/79    | 28     | 6    | ZŤS Košice            |
| CELKEM 1. liga                              | 230    | 45   |                       |